# Crepidohamma nigra
Crepidohamma nigra är en tvåvingeart som först beskrevs av Curtis W. Sabrosky 1957.  Crepidohamma nigra ingår i släktet Crepidohamma och familjen smalvingeflugor. Inga underarter finns listade i Catalogue of Life.